# Avondale Estates
Avondale Estates és una població dels Estats Units a l'estat de Geòrgia. Segons el cens del 2007 tenia 2.648 habitants.

## Demografia
Segons el cens del 2000, Avondale Estates tenia 2.609 habitants, 1.226 habitatges, i 711 famílies. La densitat de població era de 899,4 habitants per km².
Dels 1.226 habitatges en un 20,8% hi vivien nens de menys de 18 anys, en un 48,5% hi vivien parelles casades, en un 7,2% dones solteres, i en un 42% no eren unitats familiars. En el 32,8% dels habitatges hi vivien persones soles el 12,7% de les quals corresponia a persones de 65 anys o més que vivien soles. El nombre mitjà de persones vivint en cada habitatge era de 2,11 i el nombre mitjà de persones que vivien en cada família era de 2,68.
Per edats la població es repartia de la següent manera: un 17% tenia menys de 18 anys, un 3,4% entre 18 i 24, un 33,4% entre 25 i 44, un 26,4% de 45 a 60 i un 19,8% 65 anys o més.
L'edat mediana era de 43 anys. Per cada 100 dones de 18 o més anys hi havia 78 homes.
La renda mediana per habitatge era de 70.625 $ i la renda mediana per família de 92.341 $. Els homes tenien una renda mediana de 60.388 $ mentre que les dones 45.500 $. La renda per capita de la població era de 42.605 $. Entorn de l'1,6% de les famílies i el 2,7% de la població estaven per davall del llindar de pobresa.

## Poblacions més properes
El següent diagrama mostra les poblacions més properes.